# Kanton Bandraboua
Der Kanton Bandraboua ist ein Kanton im französischen Übersee-Département Mayotte. Er umfasst die Ortschaften Bandraboua, Dzoumogne und Bouyouni in der Gemeinde Bandraboua und die Ortschaften Longoni, Kangani und Trévani in der Gemeinde Koungou und besitzt den INSEE-Code 97601.

## Gemeinden
Der Kanton besteht aus zwei Gemeindeteilen mit insgesamt 19.883 Einwohnern (Stand: 14. Dezember 2017) auf einer Gesamtfläche von 46,24 km²:
| Gemeinde          | Einwohner 1. Januar 2022 | Fläche km² | Dichte Einw./km² | Code INSEE | Postleitzahl |
| ----------------- | ------------------------ | ---------- | ---------------- | ---------- | ------------ |
| Bandraboua        | 10.856                   | 26,12      | 416              | 97602      | 97650        |
| Koungou           | 9.027                    | 20,12      | 449              | 97610      | 97600        |
| Kanton Bandraboua | 19.883                   | 46,24      | 430              | 97601      | –            |

1. ↑   Nur der östliche Teil der Gemeinde, der Rest gehört zum Kanton Mtsamboro.
2. ↑   Nur der westliche Teil der Gemeinde, der Rest gehört zum Kanton Koungou.

## Geschichte
Von 1977 bis 2015 bestand ein gleichnamiger Kanton, der genau das Gebiet der Gemeinde Bandraboua umfasste. Vertreter im Generalrat von Mayotte war von 2011 bis 2015 Issihaka Abdillah.